# Захват Салвадор-да-Баия голландцами
Захват Салвадор-да-Баия голландцами (порт. Captura da Bahia) — сражение между Португалией (в то время объединенной с Испанией в Пиренейском союзе) и Голландской Вест-Индской компанией, произошедшее в 1624 году и завершившееся захватом последней бразильского города Сальвадор. Этот захват был частью плана Грута Дессейна из голландской Вест-Индской компании. Хотя о намерениях голландцев было доложено испанцам, они не предприняли никаких превентивных ответных мер. 

## Предыстория
22 декабря 1623 года голландский флот из 35 судов, на борту которых было 6500 человек, покинул Тексел; командовали флотом адмирал Якоб Виллекенс и вице-адмирал Пит Хайн. После прибытия на Кабо-Верде Виллекенс сообщил командам, что флот отправляется в Америку. Испанские шпионы в Нидерландах сообщили королевскому двору об экспедиции, но граф-герцог Оливарес не воспринял эту информацию всерьёз. Голландский флот подошёл к Салвадору 8 мая 1624 года. Португальский губернатор Диего де Мендонса Фуртаду быстро рекрутировал 3000 человек, построил баррикады на улицах и установил на пляже 6-пушечную батарею.

## Боевые действия
Войдя в бухту, голландский флот разделился на две части: одни корабли стали высаживать войска на пляже у расположенного восточнее города форта Санто-Антонио, а другие занялись подавлением береговой батареи. Вскоре город был окружён тысячью голландских солдат с двумя пушками. Португальская милиция побросала оружие и разбежалась, оставив с Мендонсой 60 сохранивших верность солдат. Голландцы взяли Салвадор, потеряв всего 50 человек.

## Результаты
В городе был оставлен голландский гарнизон под командованием полковника Ян ван Дорта, после чего флот отбыл для выполнения других задач. Оборона города была усилена, за счёт обещания свободы португальским рабам гарнизон был пополнен до 2500 человек. Скрывшийся в глубине континента епископ Маркос Тейшейра сумел поднять португальских колонистов на партизанскую борьбу. В одной из засад был убит голландский губернатор Ян ван Дорт, в другой — его преемник Альберт Схаутенс.